# دوشینکووو
دوشینکووو (به بلغاری: Dushinkovo) یک منطقهٔ مسکونی در بلغارستان است که در شهرستان ژبل واقع شده‌است.
 دوشینکووو ۶ کیلومتر مربع مساحت و ۱۰۴ نفر جمعیت دارد و ۳۹۸ متر بالاتر از سطح دریا واقع شده‌است.